# Cerro al Lambro
Cerro al Lambro là một đô thị ở tỉnh Milano, vùng Lombardia của Italia, khoảng20 km về phía đông nam củaMilano. Tại thời điểm ngày 31 tháng 12 năm 2004, đô thị này có dân số 4.447 người và diện tích là 10,2 km².
Cerro al Lambro giáp các đô thị sau:Vizzolo Predabissi, Carpiano, Melegnano, San Zenone al Lambro, Bascapè, Casaletto Lodigiano.